# Osteodiscus cascadiae
Osteodiscus cascadiae is een straalvinnige vissensoort uit de familie van slakdolven (Liparidae). De wetenschappelijke naam van de soort is voor het eerst geldig gepubliceerd in 1978 door Stein.